# 성북구청장
성북구청장은 서울특별시 성북구의 구청장이다.

## 역대 성북구청장

### 민선
| 구분 | 성명   | 재임기간                         | 비고     |
| ---- | ------ | -------------------------------- | -------- |
| 36   | 진영호 | 1995년 7월 1일 ~ 1998년 6월 30일 | 민선 1기 |
| 37   | 진영호 | 1998년 7월 1일 ~ 2002년 6월 30일 | 민선 2기 |
| 38   | 서찬교 | 2002년 7월 1일 ~ 2006년 6월 30일 | 민선 3기 |
| 39   | 서찬교 | 2006년 7월 1일 ~ 2010년 6월 30일 | 민선 4기 |
| 40   | 김영배 | 2010년 7월 1일 ~ 2014년 6월 30일 | 민선 5기 |
| 41   | 김영배 | 2014년 7월 1일 ~ 2018년 6월 30일 | 민선 6기 |
| 42   | 이승로 | 2018년 7월 1일 ~ 2022년 6월 30일 | 민선 7기 |
| 43   | 이승로 | 2022년 7월 1일 ~                 | 민선 8기 |

## 같이 보기
- 성북구청장 선거